# Castello di Rosanbo

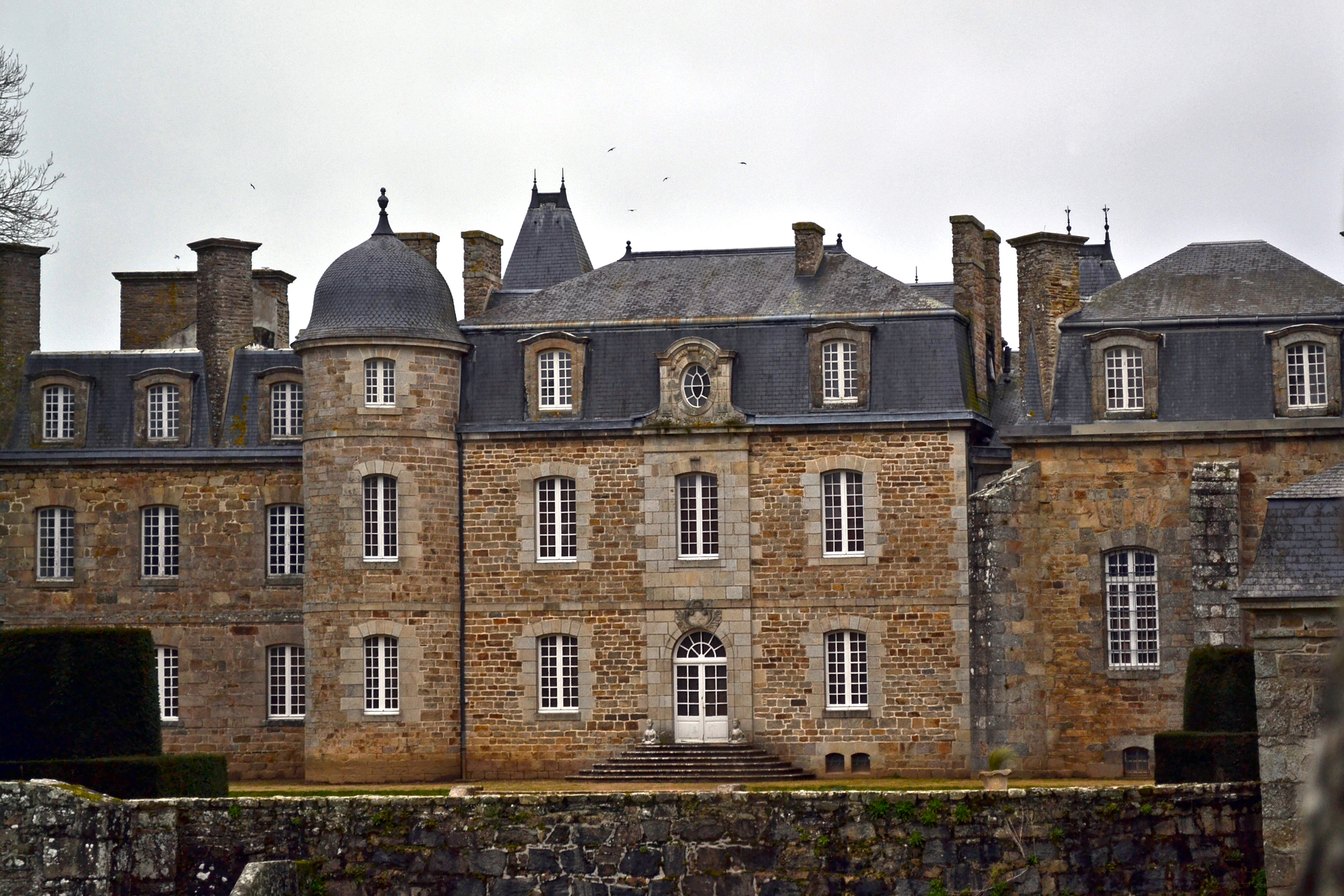
La facciata principale del castello

Il castello di Rosanbo (o Rosambô; in francese: Château de Rosanbo o Château de Rosanbô) è uno storico edificio in stile neo-gotico del comune francese di Lanvellec, nel dipartimento delle Côtes-d'Armor, in Bretagna (Francia nord-occidentale), situato nella valle del fiume Bô  e costruito nella forma attuale a partire dalla fine del XVII secolo, ma le cui origini risalgono al XIV secolo. Fu di proprietà della famiglia Coskaër e Le Peletier di Rosanbo.

## Storia
Il territorio della signoria di Rosanbo, il cui nome deriva dal toponimo bretone Roz an Bo che significa "promontorio sul fiume Bô", divenne di proprietà della famiglia Coskaër a partire dal XIV secolo.
In origine, venne realizzata in loco una fortezza, che serviva per proteggere il luogo dalle possibili invasioni. La fortezza originaria venne quindi sostituita nel 1688 da un maniero in stiel gotico per volere di Geneviève de Coskaër de Rosanbo, moglie di Louis Le Peletier e nuora di Claude Le Peletier, sovrintendente alle finanze di re Luigi XIV di Francia.
Il castello venne quindi ampliato anche nel corso del XVIII secolo, ma rischiò di cadere in uno stato di degrado al termine della rivoluzione francese.
In seguito, il castello di Rosanbo restaurato alla fine del XIX secolo per volere di Henri Le Peletier, marchese di Rosanbo. Henri le Peletier incaricò inoltre l'architetto Achille Duchêne di progettare i giardini attorno al castello.
Il castello divenne monumento classificato il 22 marzo 1930.

## Architettura
L'edificio è costruito in granito e calcestruzzo.
Il castello è circondato da uno dei più lunghi viali alberati presenti in tutta la Francia, formato da 2.500 piante di carpinus.
All'interno si trova una biblioteca realizzata dall'architetto Lafargue e che contiene una collezione di circa 8.000 libri appartenuta a Claude Le Peletier.